# Дифосфид меди
Дифосфид меди — бинарное неорганическое соединение
меди и фосфора с формулой CuP2,
кристаллы.

## Получение
- Сплавление стехиометрических количеств чистых веществ в присутствии небольшого количества хлора:

{\displaystyle {\mathsf {Cu+2P\ {\xrightarrow {835^{o}C,Cl_{2}}}\ CuP_{2}}}}

## Физические свойства
Дифосфид меди образует моноклинные кристаллы.

## Химические свойства
- Разлагается при нагревании:

{\displaystyle {\mathsf {24CuP_{2}\ {\xrightarrow {T}}\ 4Cu_{3}P+12Cu+11P_{4}}}}